# Union Maids
Pour plus de détails, voir Fiche technique et Distribution.
Union Maids est un film américain réalisé par Jim Klein, Miles Mogulescu et Julia Reichert, sorti en 1976.

## Synopsis
Trois femmes syndicalistes de Chicago - Kate Hyndman, Stella Nowicki et Sylvia Woods - se remémorent leurs actions au début de la Grande Dépression et s'interrogent sur les conditions de travail actuelles.

## Fiche technique
- Titre : Union Maids
- Réalisation : Jim Klein, Miles Mogulescu et Julia Reichert
- Photographie : Tony Heriza et Sherry Novick
- Montage : Jim Klein et Julia Reichert
- Production : Jim Klein, Miles Mogulescu et Julia Reichert
- Société de distribution : New Day Distribution Co-op (États-Unis)
- Pays :  États-Unis
- Genre : Documentaire
- Durée : 50 minutes
- Dates de sortie : 
  -  France : 21 octobre 1976 (Festival international du film de Toronto)
  -  États-Unis : 4 février 1977

## Distinctions
Le film a été nommé à l'Oscar du meilleur film documentaire.